# 天主教打拉教区
天主教打拉教区 （拉丁語：Dioecesis Tarlacensis）是菲律賓一個羅馬天主教教區，屬天主教圣费尔南多总教区。轄區包括打拉省。
2006年有教友976,000人、49個堂區、89名司鐸。現任教區主教為弗洛倫蒂諾·西嫩塞，主教座堂為聖巴削座堂。
1963年2月16日設立教區。